# Ciel nocturne
 (mai 2022).
Si vous disposez d'ouvrages ou d'articles de référence ou si vous connaissez des sites web de qualité traitant du thème abordé ici, merci de compléter l'article en donnant les références utiles à sa vérifiabilité et en les liant à la section « Notes et références ».
Le ciel nocturne est le ciel tel qu'on le voit la nuit. Le terme est habituellement associé à l'astronomie, en référence à la vision des corps célestes tels que les étoiles, la Lune et les planètes, qui deviennent visibles par nuit claire après le coucher du Soleil.

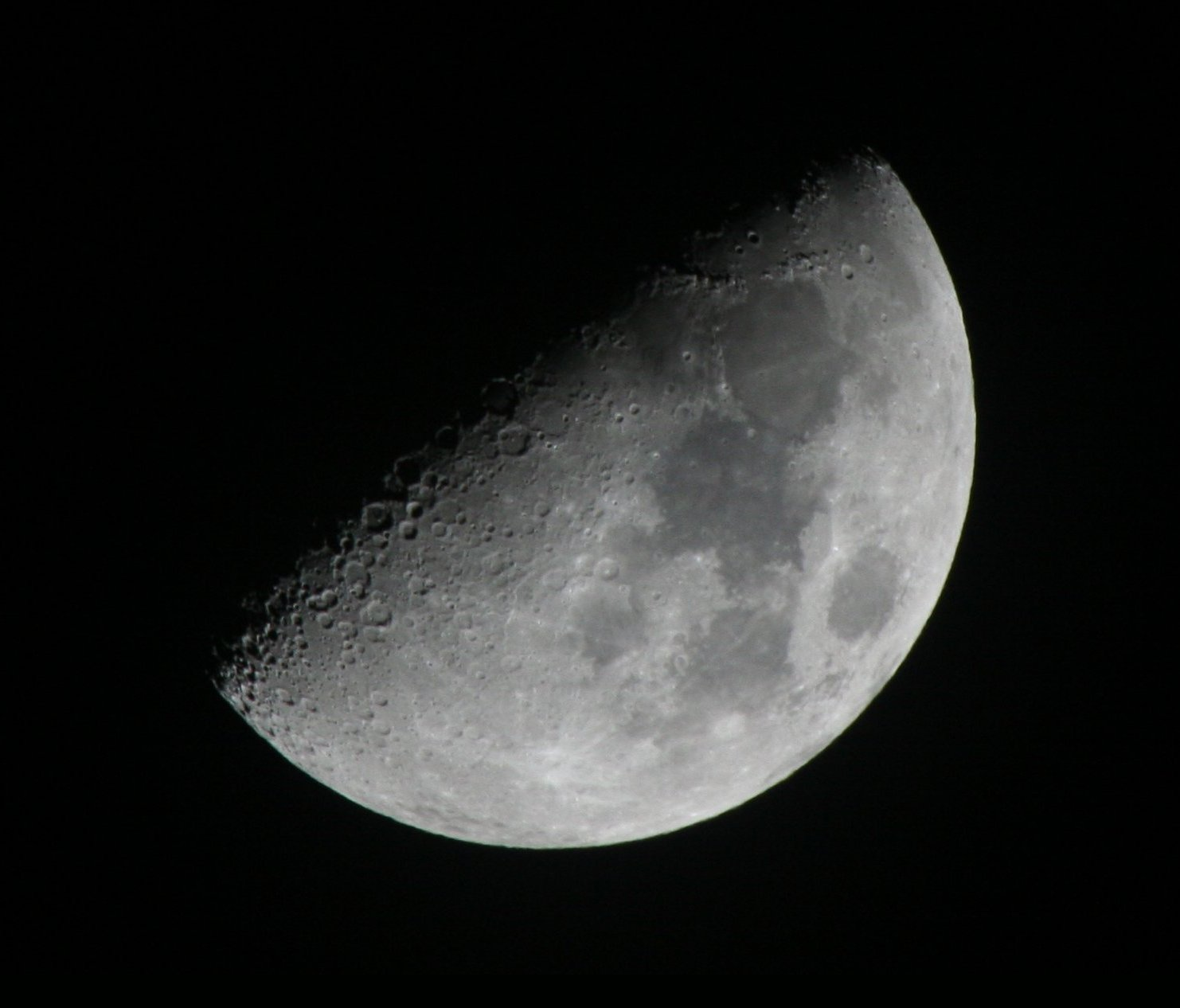
La Lune est le plus familier des objets visibles la nuit.
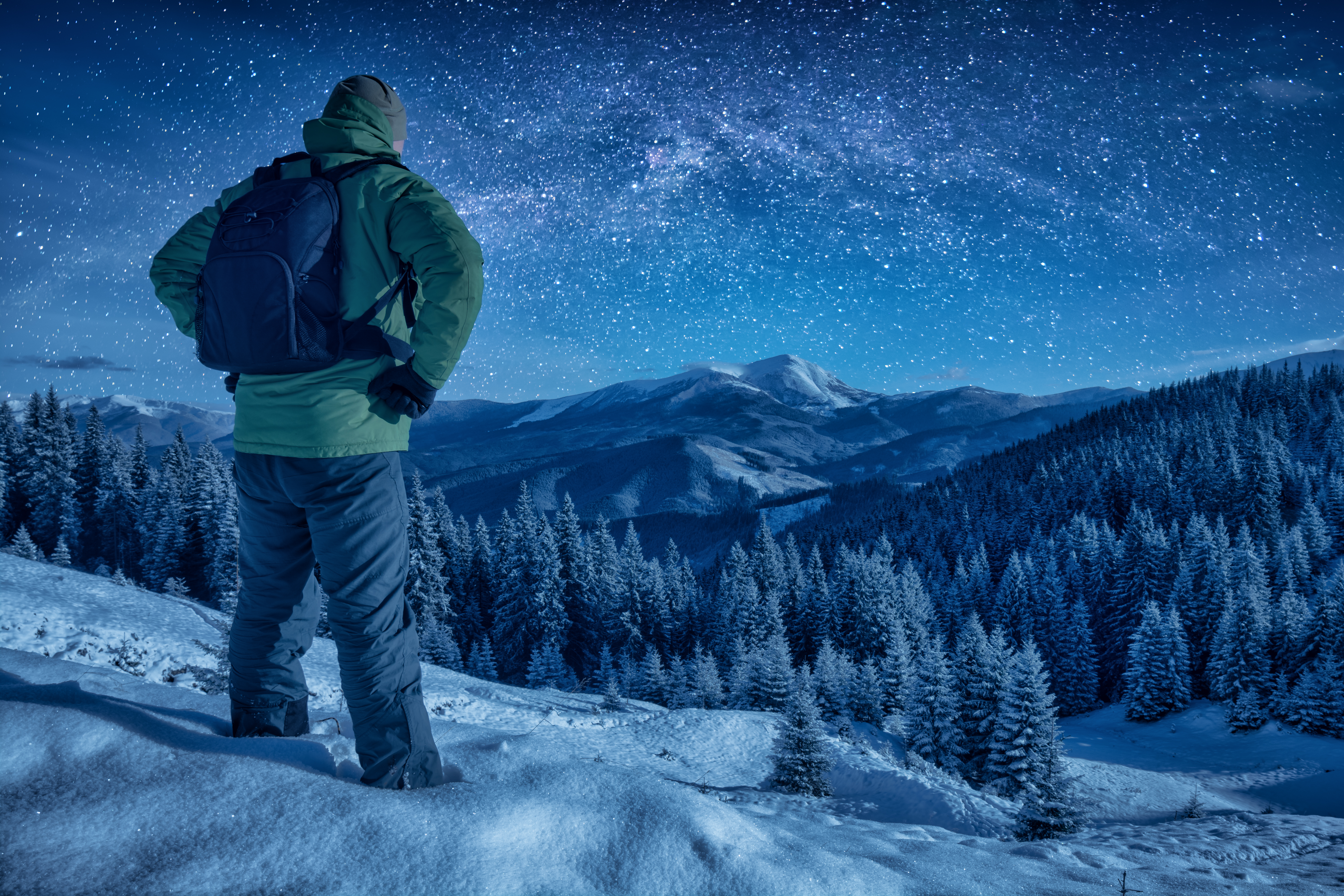
Ciel exempt de pollution lumineuse (ici en Europe de l'Est).
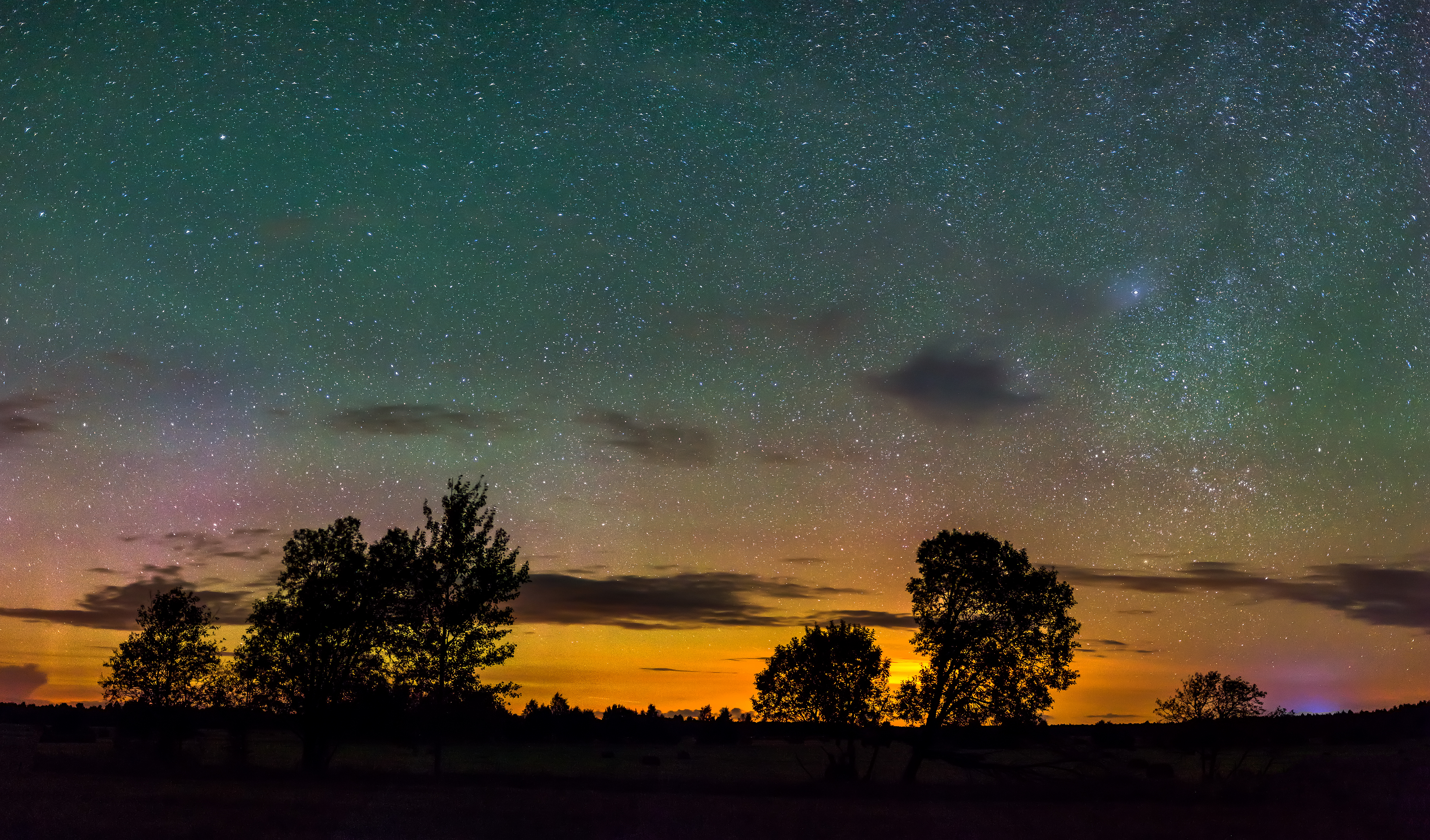
Lumières de la nuit en Estonie. Septembre 2017.

Le ciel nocturne et son étude occupent une place historique dans les cultures aussi bien anciennes que récentes. Dans le passé, par exemple, les fermiers se sont servis du ciel nocturne comme d'un calendrier leur permettant de déterminer la période des semailles. De nombreuses cultures (c'est-à-dire civilisations) ont dessiné des constellations entre les étoiles dans le ciel et les ont utilisées en association avec des légendes et des mythologies relatives à leurs déités.

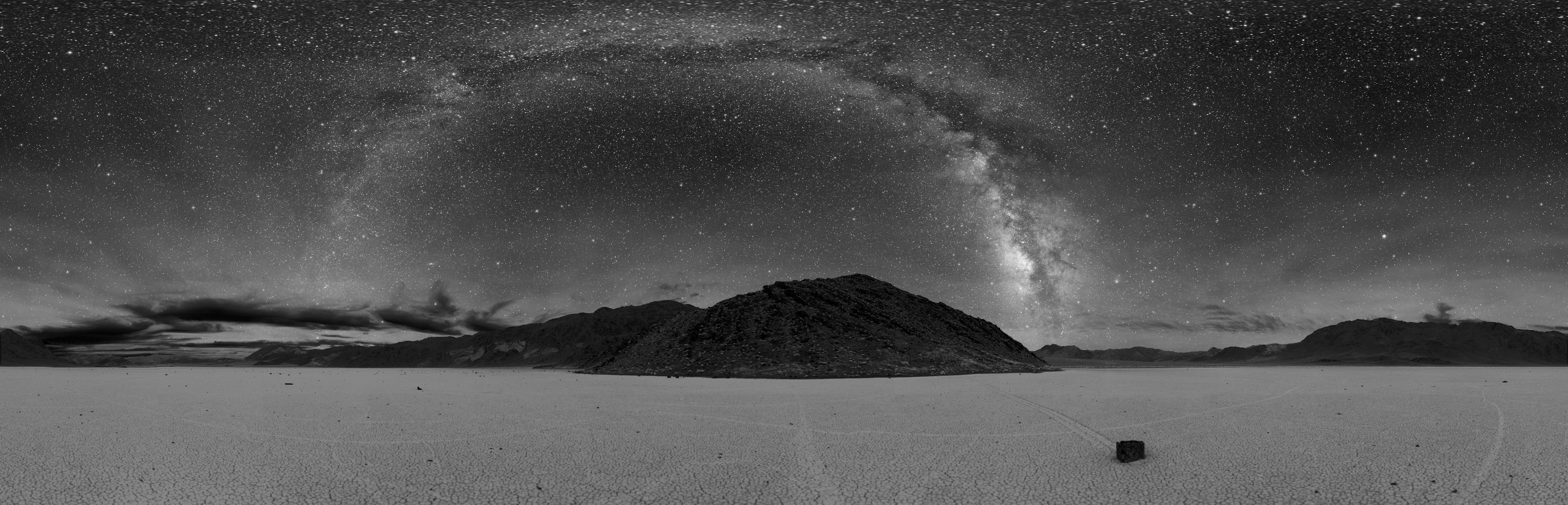
Sur cette photo panoramique, prise dans le désert de la vallée de la Mort, en Californie, la Voie lactée apparaît comme une traînée en forme d'arc traversant le ciel nocturne, les conditions de visibilité étant suffisamment bonnes.

Le développement ancien des croyances astrologiques se fondent généralement sur la conviction que les relations entre les corps célestes influencent ou transmettent des informations sur les évènements terrestres. Cependant, l'étude scientifique du ciel nocturne et des corps qu'on y observe relèvent de la science de l'astronomie.
La visibilité des objets célestes du ciel nocturne est perturbée par la pollution lumineuse. La présence de la Lune dans le ciel nocturne a historiquement perturbé les observations astronomiques en augmentant la quantité d'éclairage ambiant. Avec l'apparition de sources d'éclairage artificiel, cependant, la pollution lumineuse est devenue un problème envahissant pour l'observation du ciel nocturne. Des filtres spéciaux et des modifications aux fixations des appareils d'éclairage peuvent contribuer à un certain soulagement, mais pour une meilleure visibilité, aussi bien les astronomes optiques professionnels qu'amateurs sont à la recherche de sites éloignés des plus grands zones urbaines.

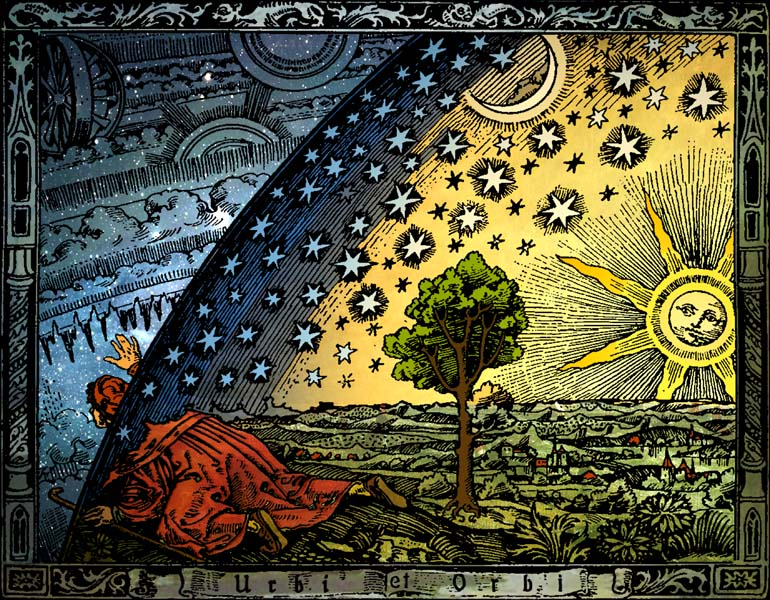
Universum – C. Flammarion, Woodcut, Paris 1888, Couleur : Heikenwaelder Hugo, Vienne 1998.

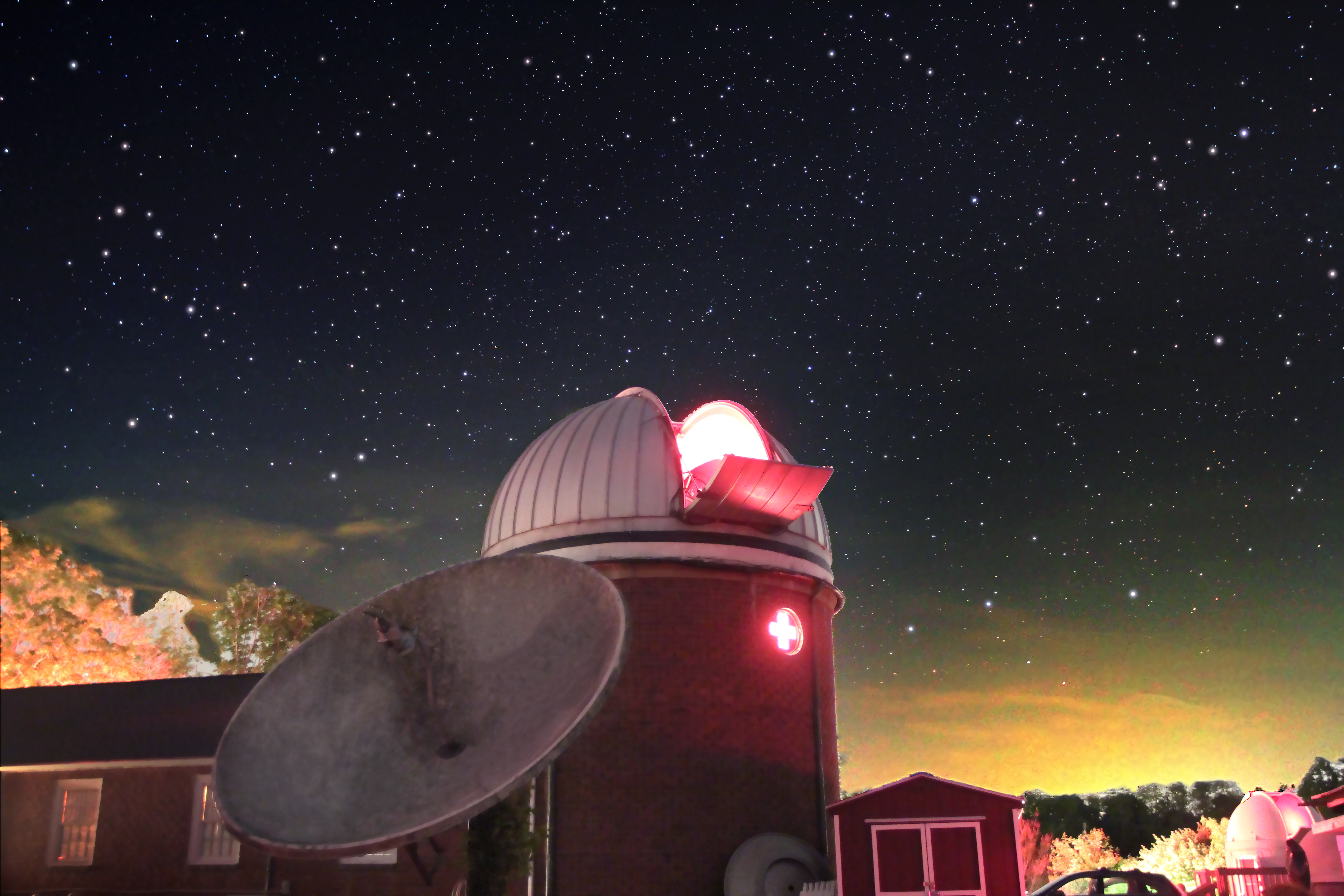
Observatoire astronomique et ciel étoilé.